# Bridge of Compassion Records
Bridge of Compassion Records var ett svenskt skivbolag. Bolaget hade sitt säte i Linköping och var inriktat på att ge ut hardcore- och punkmusik. Bland de artister som bolaget har gett ut återfinns Section 8, Outlast, Nine, The Jam Session, The (International) Noise Conspiracy med flera.

### Fotnoter
1. ↑  ”Bridge of Compassion”. Discogs.com. http://www.discogs.com/label/Bridge+Of+Compassion+Records. Läst 10 april 2012.